# アーサー・シャウクロス
アーサー・ジョン・シャウクロス （英語: Arthur John Shawcross, 1945年6月6日 - 2008年11月10日)は、ジェネシー・リバー・キラーとして知られている、アメリカのニューヨーク州ロチェスターのシリアルキラー。

## 概要
1972年に故郷のニューヨーク州ウォータータウンで10歳の少年と8歳の少女を殺害したことが彼の最初の殺人事件である。
この事件では少女の殺人を認める代わりに刑期を25年とする司法取引が行われたが、その後14年で仮釈放されることになった。少年の殺人については十分な証拠がなく起訴されなかった
。しかし後にシャウクロスによって殺害される犠牲者のほとんどが、仮釈放された直後の1988年と1989年に集中していたことから、州の司法制度に対しての批判が上がることになる。コロンビア大学の精神医学の教授であり、暴力的な行動に関する権威であるMichael H. Stone博士は、彼の著書『The Anatomy of Evil』の中でシャウクロスを「最も不当な囚人の釈放例」として挙げている。
飲食関係のサービス業についたシャウクロスは、ガールフレンドが所有するスカイブルーの1984年製ダッジ・オムニ（後に彼女が所有する青灰色の1987年製シボレー・セレブリティも使用）でロチェスターの街を売春婦を拉致するために徘徊すると、20代から50代の12人の女性を殺害し、1990年に逮捕された。
彼は250年の懲役刑を宣告されたのち、2008年にニューヨーク州オールバニで受刑中に死亡した。 

## 幼少期～軍人時代
シャウクロスはメイン州キタリーにて4人兄弟の長男として生まれた。幼いころに家族とともにニューヨーク州ウォータータウンに引っ越した。 彼は小学校の最初の2年間は「A」と「B」の成績だったが、後のテストでIQ86という結果が出た。いくつかのテストでもシャウクロスの知能は標準以下あるいは「知恵遅れすれすれ」であるという結果が出た。しかし、陸軍入隊時の知能テストでは、平均をわずかに上回る105、除隊時には108を記録した。 これは、1990年の裁判中に受けた知能テストでもほぼ同様でIQ107であった。 
シャウクロスは幼少期を通して、頻繁におねしょをしていた。母親から直腸に異物を挿入されるという性的虐待を受けており、9歳の時には母親にオーラルセックスをされた。中学校の時には姉妹と性的関係を持っていた。学校でのシャウクロスは暴力的ないじめっ子と評判だった。 
1960年には高校を中退している。 
1967年4月、徴兵されて21歳で陸軍に入隊した。この時、シャウクロスは彼の最初の妻と離婚し、18ヵ月の息子の親権を放棄した。この息子とは生涯会うことはなかった 。入隊後の彼は、ベトナム戦争に派遣され、「ベトコンへの警告として女性の頭部を切断して頭を木に釘で打ち付けた」などグロテスクな戦闘の様子を自慢したが、実際には戦闘に参加したことはなかった。ベトナムからの帰還後、彼は武器等の整備担当としてオクラホマ州ロートン のフォートシル基地に駐留した 。
同時期、彼の2番目の妻リンダは、シャウクロスが火をつけることに対して愉悦を感じている様子を見て恐怖をおぼえていた。陸軍の精神科医は、シャウクロスが火をつけることから「性的快楽」を得ていると彼女に説明した 。

## ニューヨーク州へ
陸軍を除隊後、シャウクロスは妻と共にオクラホマからニューヨークのクレイトンに引っ越した。しかし、引っ越し後すぐに妻と離婚し、シャウクロスは放火や強盗などの犯罪を犯し始めた 。これらの犯罪により彼はアッティカ刑務所で、そして後にオーバーン矯正施設で5年間の刑を宣告された。22ヵ月収監された後、1971年10月に刑務所で発生した暴動の際に刑務官を助けた などの理由で、早期釈放を認められた。
シャウクロスは故郷のウォータータウンに戻り、やがてWatertown Public Works Departmentの仕事をし、3回目の結婚をした。1972年5月7日、彼の最初の犠牲者である10歳のジャック・オーウェン・ブレイクをウォータータウンの森に誘い込んだ後、強姦して殺害した。彼の遺体は4カ月後の9月5日まで発見されなかった。その3日前の9月2日、彼はレイバー・デーの週末に母親と一緒にウォータータウンを訪れていた8歳のカレン・アン・ヒルを強姦し、殺害した。少女といるところを目撃されていたシャウクロスは翌日逮捕され、10月に起訴されると2人の殺害を認めた。 司法取引条件の下で、彼はブレイクの遺体の位置を明らかにすることに同意する見返りとして、ヒルの事件でより少ない殺人の容疑で有罪を認めた。その結果、他の容疑はすべて棄却され25年の刑を宣告され、11月にはアッティカ刑務所からグリーン・ハーベン刑務所に移送された。
14年後、経験の浅い刑務所職員やソーシャルワーカーはシャウクロスを「もはや危険ではない」と結論づけた。それは彼を「統合失調症でありサイコパス」と診断していた精神科医の警告を無視したものだった。彼は1987年4月に仮釈放されたが、彼の釈放に抗議する地域住民との折り合いが悪く、仕事を解雇されるなどして転居を繰り返した。彼は最初ニューヨーク州ビンガムトンに引っ越し、それから彼の収監中の文通相手で4番目の妻となるローズマリー・ウォーリーと一緒にニューヨークのデリーに引っ越した。 デリーの住民がシャウクロスの存在に気付いたとき、2人はニューヨークの近くのフライシュマンに移り、またもやそこで敵意をもって受け止められた。最後に、1987年6月下旬に、シャウクロスの仮釈放役員（保護司）は彼とローズマリーをニューヨーク州ロチェスターのホテルに一時的に移動させたが、この行動についてロチェスター当局に通知することを怠った。また司法当局は、これ以上地元住民がパニックにならないよう、シャウクロスの記録を封印してしまった。10月中旬に、シャウクロスとローズマリーはロチェスターのアレキサンダー通り241番に引越し、以降そこに住み続けた 。

## 第二期連続殺人の始まり
1988年3月から2年後に逮捕されるまで、シャウクロスは周辺地域の売春婦を中心に殺害を続けた。彼はのちに11人の殺人で有罪となり、12人目は正式に起訴されなかった。犠牲者は以下の通り 。 
| ＃   | 名                                      | 年齢 | 行方不明日     | 遺体発見日     |
| ---- | --------------------------------------- | ---- | -------------- | -------------- |
| 1。  | ドロシー ・"ドッツィー"。ブラックバーン | 27   | 1988年3月18日  | 1988年3月24日  |
| 2。  | アンナマリー・ステフェン                | 28   | 1988年7月9日   | 1988年9月11日  |
| 3。  | ドロシー・キーラー                      | 59   | 1989年7月29日  | 1989年10月21日 |
| 4。  | パトリシア・"パティ"・ヴアイブス        | 25   | 1989年9月29日  | 1989年10月27日 |
| 5。  | ジューン・ストット                      | 30   | 1989年10月23日 | 1989年11月23日 |
| 6。  | マリー・ウェルチ                        | 22   | 1989年11月5日  | 1990年1月5日   |
| 7。  | フランセス ・"フラニー"・ブラウン       | 22   | 1989年11月11日 | 1989年11月15日 |
| 8。  | キンバリー・ローガン                    | 30   | 1989年11月15日 | 1989年11月15日 |
| 9。  | エリザベス・"リズ"・ギブソン            | 29   | 1989年11月25日 | 1989年11月27日 |
| 10。 | ダーレン・トリッピー                    | 32   | 1989年12月15日 | 1990年1月5日   |
| 11。 | ジューン・シセロ                        | 33   | 1989年12月17日 | 1990年1月3日   |
| 12。 | フェリシア・スティーブンス              | 20   | 1989年12月28日 | 1989年12月31日 |

近隣のウェイン郡で殺害されたギブソンを除いて、すべての犠牲者はモンロー郡で殺害された。 引退した刑事Robert Keppelは、事件を捜査した刑事たちは犯行手口に過度に依存し、時には各被害者のプロフィールのわずかな違いのために複数の異なる容疑者を探していた、と批判している。 
ジューン・シセロの遺体は1990年1月3日に航空機を使った捜索によって発見された。シセロの遺体が見つかってから2日後の1990年1月5日、シャウクロスは遺体遺棄現場の近くに停めた車の脇で小便をしているところを警察に見つかり、逮捕された 。

## 裁判と判決
1990年11月、シャウクロスはモンロー郡での10人の殺害容疑でモンロー郡第一次補佐地区のCharles J. Siragusaによって起訴された。 精神科医のDorothy Lewisはシャウクロスについて、脳損傷、 多人数性障害 （現在は解離性アイデンティティ障害）、そして心的外傷後ストレス障害があり、子供として性的虐待を受けたとの証言とともに責任能力が無いとの理由で無実を訴えた。
シャウクロスは、第4歩兵師団の第4補給輸送隊としてベトナムで従軍していたが、ジャングルの中で一人でいる間も共食いや殺人といった猟奇的な話をたくさんした。シャウクロスはベトナムから戻った時から、アメリカの兵士たちが「首から足首まで皮を剥いでいる」のを見たと知り合いに語り 、二人の女性の頭部を柱に放置したと述べた。FBI捜査官でプロファイラーのロバート・K・レスラーは、裁判の前に検察側を代表してPTSDという弁護側の主張を検討し、「戦時中の残虐行為を目撃したという彼の主張は明らかに真実ではない」という結論をまとめた。 検察側精神科医のPark Dietz博士は、シャウクロスは反社会的人格障害を抱えていると述べた。

## 晩年
シャウクロスは、2008年11月10日にオールバニ医療センターで死亡するまで、ニューヨーク州フォールズバーグのサリヴァン矯正施設に収監された。 
2003年には共食いに関するドキュメンタリー番組のためのイギリスの記者Katherine Englishのインタビューを受けた。シャウクロスは3人の犠牲者の外陰部をスライスして食べることについて自慢したが、最初の犠牲者である少年の性器を食べたという彼の以前の主張を議論することを拒んだ。
2008年11月10日午後、足の痛みを訴えたシャウクロスはオールバニ医療センターに連れて行かれ、そこで心停止を起こし午後9時50分に死亡し  、遺体は火葬された。

## 追加文献と外部リンク
- ノリス、ジョエル。 （1992） Arthur Shawcross：Genesee River Killer 、ピナクルブックス、 ISBN 1-55817-578-4
- Arthur Shawcrossに関する犯罪図書館記事
- WGBH Educational Foundation (1992). Mind of a Serial Killer. PBS Nova.
- “Democrat and Chronicle PhotoGallery”. 2013年1月22日時点のオリジナルよりアーカイブ。2008年11月18日閲覧。